# Панагия

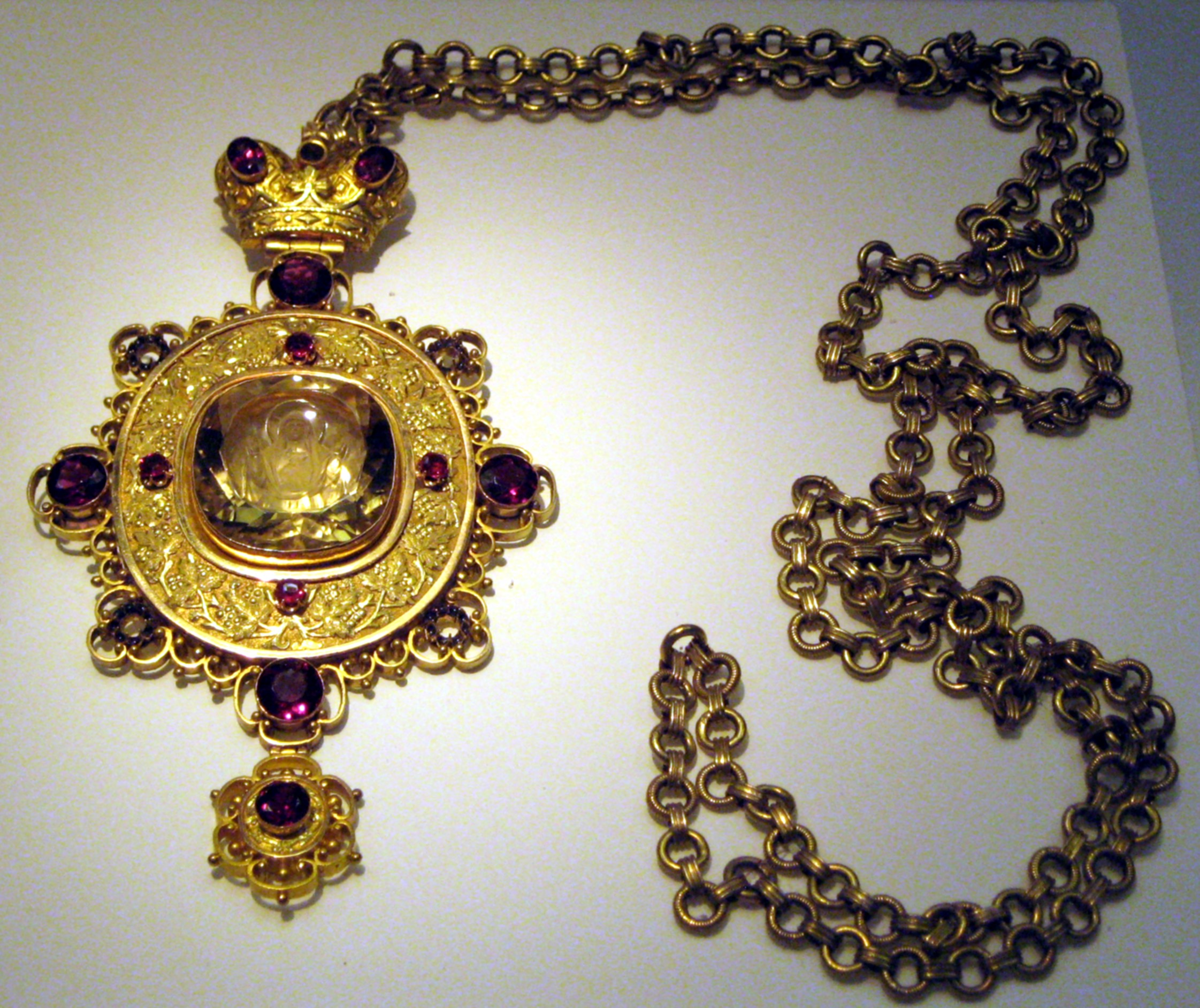
Панагия «Богоматерь Знамение», Россия, Москва, 1899

Панаги́я (понагия, греч. Παναγία — «пресвятая» [эпитет Богородицы]) — принадлежность повседневного и литургического облачения православных епископов. Представляет из себя небольшой богато украшенный образ Богоматери (реже Спасителя, Троицы, святых, распятия, библейских сцен), чаще всего округлой формы, носимый архиереями на цепочке у своей груди.

## История и значение

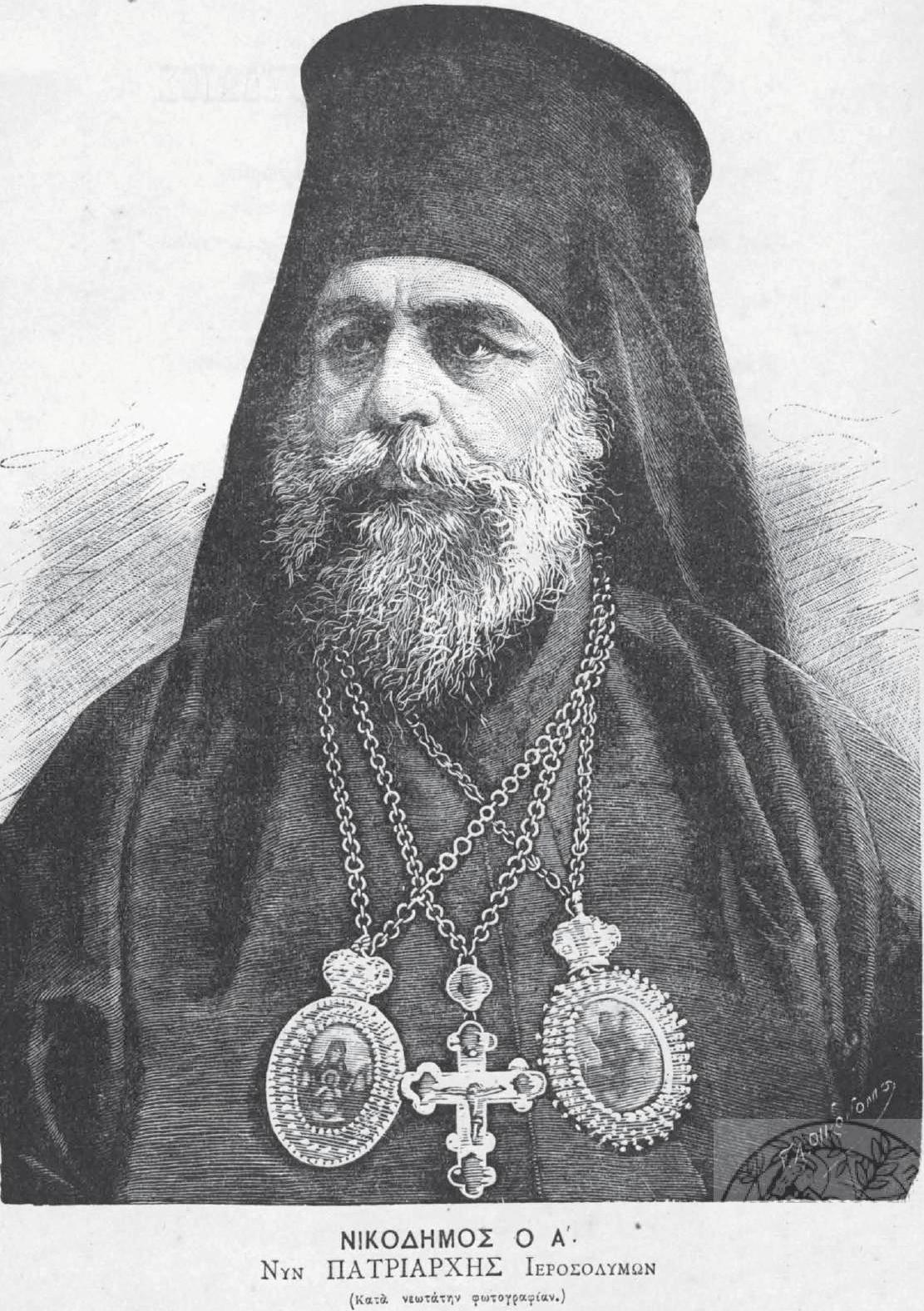
Патриарх Иерусалимский Никодим с двумя пангиями на груди. Право ношения двух панагий это привилегия предстоятелей поместных православных церквей.

Традиция приносить изъятую на проскомидии частицу Богородичной просфоры на общую трапезу появилась ещё в апостольские времена, когда, согласно Преданию, на третий день после преславного Успения Божией Матери апостолы недоумевали, не обнаружив Её тела в гробнице, вскрытой по просьбе Фомы, а вечером за трапезой, при молитвенном преломлении хлеба, им явилась на воздухе сама воскрешённая Христом Богородица в окружении ангелов и приветствовала апостолов словами «радуйтесь, ибо Я с вами во все дни». Эту переносимую частицу прозвали «панагией», то есть, всесвятой, а её молитвенное почитание в Часослове и в Типиконе называется «чином возношения панагии», при котором на монастырскую трапезу игуменом из храма с особыми молитвами приносилась только что освящённая на Божественной литургии часть просфоры, где монахи её вкушали в начале и в конце трапезы. Частица просфоры переносилась внутри панагии, которая имела вид подвешиваемого на шею нагрудного ящичка-энколпиона, на одной стороне которого стали делать изображение Спасителя или Святой Троицы, на другой — Божией Матери. «Чин возвышения панагии» совершался не только в монастырях, но и в миру архиереями в императорском дворце и при княжеских дворах, начиная и оканчивая праздничные трапезы. Поэтому панагии стали носить совершители чина возношения панагии — все архиереи, а также архимандриты и игумены некоторых ставропигиальных монастырей, в частности Пантелеимонова монастыря на Афоне.
Кроме того, панагия использовалась для торжественного перенесения и других святынь:
- частиц святых мощей, полагаемых архиереем в основание освящаемого престола и зашиваемых в антиминс,
- алавастра со святым миром,
- Святых Даров для причащения больного на дому (назначение дароносицы),
- частиц антидора, артоса, просфоры,
- сосуда с освящённым елеем или святой водой,
- церковной или именной удостоверяющей печати.

Со временем мощи и другие перечисленные выше святыни перестали быть обязательной принадлежностью панагий, панагия утратила вид ковчежца и сделалась небольшой круглой иконой Божией Матери, носимой на груди, как нагрудный знак архиерейского достоинства. Первое упоминание об энколпионе как об обязательной принадлежности епископа, которая даётся ему при посвящении, содержится в сочинениях блаженного Симеона, архиепископа Солунского (XV век). Епископу, как писал протоиерей Григорий Дьяченко, полагается такое изображение «в напоминание своего долга носить в сердце своём Господа Иисуса и возлагать упование своё на заступление Пречистой Матери Его».
Для праздничного перенесения из храма и возношения по особому чину частицы освящённой просфоры в монастырской трапезной теперь вместо панагии используется другой ковчежец, с похожим названием «панагиар». Он, в отличие от панагии, не имеет цепочки, надеваемой на шею, переносится в руках настоятеля, и во время трапезы ставится на особую полочку перед иконой Святой Троицы.

## Современность
В настоящее время панагию носят все епископы всех православных церквей независимо от сана (епископы, архиепископы, митрополиты, патриархи). Она даётся им во время их епископской хиротонии. В повседневной жизни, панагия носится поверх рясы или подрясника, а во время богослужения — поверх облачений. Во время литургии епископ, помимо панагии, надевает еще и наперсный крест (как у священников), в знак того, что он тоже является священником и имеет право совершения литургии.
Одной из главных привилегий и отличительных особенностей предстоятелей поместных православных церквей является право ношения второй панагии (как правило с изображением Иисуса Христа). Так же этим правом могут быть удостоены, по решению предстоятеля церкви, и некоторые архиереи за особые заслуги (см. Иерархические награды Русской Православной Церкви). Например, в Русской православной церкви, таким правом награждён митрополит Ювеналий (Поярков), а в Грузинской — митрополит Герасим (Шарашенидзе).